# Aldeadávila de la Ribera
Aldeadávila de la Ribera è un comune spagnolo di 1 470 abitanti situato nella comunità autonoma di Castiglia e León.